# 小行星56280
小行星56280（56280 Asemo）是一颗绕太阳运转的小行星，为主小行星带小行星。该小行星于1999年5月19日发现。
該小行星以美國東密蘇里天文學會（ASEMO）命名。

## 轨道参数
小行星56280的轨道半长轴为382 853 508 km，2.5591812 UA，离心率为0.192。